# Calliphora dichromata
Calliphora dichromata är en tvåvingeart som först beskrevs av Jacques-Marie-Frangile Bigot 1888.  Calliphora dichromata ingår i släktet Calliphora och familjen spyflugor. Inga underarter finns listade i Catalogue of Life.